# Màgic Badalona
Màgic Badalona es un centro comercial y de ocio con más de 90 tiendas, distribuidas en 40 tiendas de moda y complementos, 13 restaurantes, un multicine con 13 salas (donde se proyecta en sistema 3D y Vibration System), servicios, un gimnasio de 4000 m², 9 pistas de baloncesto gestionadas por el Club Joventut Badalona y un aparcamiento gratuito de 1200 plazas, gratuito las tres primeras horas. Màgic Badalona ofrece a los ciudadanos de Badalona, Barcelonés Nord y Baix Maresme, una inmejorable oferta comercial y lúdica.
El centro comercial Màgic Badalona, de 48 569 m², se encuentra junto al pabellón olímpico del Club Joventut Badalona, en la salida Badalona Sur de la autopista C-31. Se inauguró el 15 de octubre de 2008.
Se caracteriza por su diseño moderno y sus amplios y cómodos espacios para ir de compras, pero destaca sobre todo por su singular arquitectura, ya que el elemento más llamativo del centro comercial es una cúpula en forma de gran balón de baloncesto, con un diámetro de 36 m y una altura de 20 m, equivalente a un edificio de 3 plantas.

## El centro

### Servicios
El centro comercial dispone de: contacto, envoltura de regalos, primeros auxilios, minusválidos, sala de lactancia, cajero automático, servicio de cardio-protección, fotomatón, lavado de coches, información, objetos perdidos, aparcamiento gratuito, cambiador para bebés, talleres infantiles, cabinas de teléfono, áreas de descanso, recogida de CV y escaleras mecánicas.

### Horarios
El horario comercial es de lunes a sábado de 9:30 h a 21 h, excepto los locales de ocio y restauración, el gimnasio, los cines, el aparcamiento y el Mercadona.

## Establecimientos
Los principales establecimientos del centro comercial son: H&M, Lefties, Mercadona, Sprinter, Ocine, C&A, Duet Sports, Foster's Hollywood y Hansel Home.